# Sibovia conjuncta
Sibovia conjuncta är en insektsart som först beskrevs av Melichar 1926.  Sibovia conjuncta ingår i släktet Sibovia och familjen dvärgstritar. Inga underarter finns listade i Catalogue of Life.